# 第三次讨伐吴化文部战役
第三次讨伐吴化文部战役，是中国抗日战争中，中日双方发生的战役。
1948年的第二次国共内战中，吴化文所部投共，组建中国人民解放军第35军。被充实进第35军的鲁中南纵队就是由参加此次战役的鲁中军区和鲁南军区部队合编而成。